# Кислотність за Льюїсом
Кислотність за Льюїсом (рос. кислотность по Льюису, англ. Lewis acidity) — термодинамічна тенденція субстрату діяти як кислота Льюїса. Порівняльною мірою її є константа рівноваги утворення аддукта Льюїса для серії кислот Льюїса з певною референтною основою Льюїса.